# 3414 Champollion
3414 Champollion è un asteroide della fascia principale. Scoperto nel 1983, presenta un'orbita caratterizzata da un semiasse maggiore pari a 2,1901911 au e da un'eccentricità di 0,1010946, inclinata di 5,29419° rispetto all'eclittica.
L'asteroide è dedicato all'archeologo francese Jean-François Champollion.